# Chef Adams
Chef Adams (* 14. März 1927 in Sturgis, Saskatchewan als Adam Edward Semeniuk; † 28. August 2017 in Lindsay, Ontario) war ein kanadischer Country-Musiker.

## Leben
Geboren auf einer Farm, entwickelte Adams schon früh ein Interesse für die musikalische Kultur der ukrainischen Gemeinde, in der er aufwuchs. Mit 14 Jahren lernte er, Gitarre zu spielen und zog später nach Toronto. Dor begann Adams seine Karriere als Musiker. Er spielte in Parks und auf der Straße, hatte aber lange Zeit keine Arbeit und lebte daher auch auf der Straße. Nach einiger Zeit bekam er aber einen Job in einem Restaurant, wo er auch seinen Spitznamen „Chef“ bekam. Adams knüpfte Kontakte zur lokalen Musikszene und trat auf Veranstaltungen in der Umgebung von Toronto auf.
Mitte der 1950er-Jahre gründete Adams seine eigene Band, die Country Rhythm Kings, und veröffentlichte 1956 seine erste Single bei Quality Records. Die Single wurde schnell populär auf Torontos Radiostationen und half Adams Karriere auf die Sprünge. Er nahm schnell weitere Platten auf und begann in Kanadas bekanntesten Country-Shows, dem Main Street Jamboree und dem Country Hoedown, aufzutreten. In den folgenden Jahren bestritt er auch Auftritte in dem amerikanischen WWVA Jamboree. Trotz seiner regelmäßigen Präsenz in Fernsehen und Radio schafften es seine Platten nicht in die Charts. Anfang der 1960er-Jahre trennte er sich von seiner Band und arbeitete mit Yvonne Terry zusammen, jedoch hielt diese Verbindung aufgrund des fehlenden Erfolges nur ungefähr ein Jahr. Bis in die 1970er-Jahre fuhr Adams fort, Schallplatten zu veröffentlichen, zog sich dann aber als aktiver Musiker zurück. Er konzentrierte sich fortan auf das Produzieren und Vermarkten anderer Künstler.
Seine Tourneen gab Adams 1986 auf und trat nur noch gelegentlich auf. Aufgrund seiner ausgedehnten Tour-Tätigkeit spielte er mit Country-Stars wie Johnny Cash, Buck Owens, Hank Snow, Stonewall Jackson, Marty Robbins, Jim Reeves, Webb Pierce, Lefty Frizzell, George Jones, Glen Campbell, Patsy Cline sowie Wilma Lee & Stoney Cooper zusammen. Chef Adams lebte bis zu seinem Tode in Lindsay, wo er bis ins hohe Alter eine monatliche Country-Show, das Maple Leaf Country Jamboree, abhielt.

## Diskografie

### Singles
- 1956: Marilyn Bell Has Done It Again / Now That You're Gone
- 1970: Success	/ All Gone
- 1976: Make Up Your Ever Changin' Mind / My First Complete Memory Free Day

### Alben
- 1964: Songs for Country Lovers
- 1968: Chef Adams, the Adams Boys and Jennie Reeves
- 1969: Singer / Songwriter
- 1971: Never knew her Name
- 1976: Does the Sunshine still remember
- 19??: Show Stoppers (mit Yvonne Terry)